# Alla sciggis minchis Mix
Alla sciggis minchis Mix è il 27° album discografico di Brigantony, pubblicato nel 1995.

## Tracce
1. Amuninni a mari – 2:57
2. Abballammu – 7:12
3. U portafogghiu – 3:28
4. U magu – 5:32
5. Schop flahs – 3:15
6. Femmiti e parrammu – 3:30
7. Maria Dolores – 2:57
8. Mattisa – 3:48
9. Carusidda tu – 3:11
10. U manucu – 2:20
11. 144 Carmelo – 9:07